# 로저 섕크
로져 섕크(Roger Schank, 1946년 ~ )는 소크라틱 아츠(Socratic Arts)의 회장이자 최고경영자이며, 인공 지능 분야의 선구자이다.

## 경력
섕크는 예일 대학의 컴퓨터 과학과 및 심리학과의 교수이자, 예일 인공 지능 프로젝트의 회장이었다. 1989년 그는 학습 과학 연구소를 설립하기 위해 노스웨스턴 대학에 고용되었다. 나중에 학습 과학 연구소는 세부 단과대학으로서의 교육학부로 흡수되었다. 그는 카네기 멜론 대학에 학습 과학을 연구하는 기관을 설립하는 데에도 도움을 주었다.
그는 ILS의 상업적 지부로 학습 과학 주식회사(Learning Sciences Corporation)를 설립하고, 2003년 매각할 때까지 운영하였다.
2005년에는 도널드 트럼프의 트럼프 대학의 수석 학습 사무관으로 임명되었다.

## 저서
- Roger C. Schank Lessons in Learning, e-Learning, and Training: Perspectives and Guidance for the Enlightened Trainer(학습, 전자학습, 훈련에 관한 수업: 숙련된 트레이너가 되기 위한 관점과 길잡이), Pfeiffer, 2005. ISBN 0-7879-7666-0.
- Schank, Roger C., Scrooge Meets Dick and Jane(스쿠루지가 딕과 제인을 만나다) Mahwah: Lawrence Erlbaum, 2001, ISBN 0-8058-3877-5.
- Roger C. Schank Dynamic Memory Revisited(동적 메모리 다시보기), Cambridge University Press 2nd Edition, 1999, ISBN 0-521-63398-2.
- Roger C. Schank and Gary Saul Morson, Tell Me A Story: Narrative and Intelligence (Rethinking Theory)(내게 얘기해줘: 이야기와 지능 (다시 생각하기 이론)), Northwestern University Press, 1995. ISBN 0-8101-1313-9.
- Roger Schank, The Connoisseur's Guide to the Mind: How we think, How we learn, and what it means to be intelligent(감별사 안내서: 생각하는 법, 배우는 법, 똑똑해진다는 것의 의미), Summit Books, 1991.
- Roger Schank and Chip Cleary, Engines for Education(교육을 위한 엔진), Lawrence Erlbaum Associates Publishing, Hillsdale, New Jersey, 1995. Gives specific examples of software built at ILS to implement Schank's ideas about case-based exploratory learning.
- Roger Schank, Tell Me A Story: a new look at real and artificial memory(내게 얘기해줘: 실제와 인공 메모리에 대한 새로운 관점), Scribners, 1990. People learn very easily from stories—so easily that they can be taught to firmly believe things that aren't true, as Schank notes in passing.
- Roger C. Schank and Robert P. Abelson, Scripts, plans, goals and understanding: an inquiry into human knowledge structures(대본, 계획, 목표 그리고 이해: 인간 지식 구조에 대한 질문), Hillsdale, 1977. ISBN 0-470-99033-3.